# Leptorhamdia schultzi
Leptorhamdia schultzi är en fiskart som först beskrevs av Miranda Ribeiro, 1964.  Leptorhamdia schultzi ingår i släktet Leptorhamdia och familjen Heptapteridae. Inga underarter finns listade i Catalogue of Life.